# شام شب
شام شب، شام سبک یا وعده شبانه (Supper) می‌تواند وعده اصلی غذایی شب (شام) یا یک میان‌وعده سبک باشد که در ساعات دیرتر شب صرف می‌شود. در شمال انگلیس، چنین وعده غذایی رواج دارد.

## ریشه‌شناسی و کاربرد واژه
در انگلیسی دو واژه dinner و Supper برای اشاره به وعده غذایی که شب هنگام خورده می‌شود دارند و گاه هر دو به جای هم به کار می‌روند. Dinner عمدتاً به معنای وعده اصلی و بزرگ غذا در یک شبانه روز است که ممکن است ظهر (ناهار) یا شب (شام) صرف شود. Supper از واژه فرانسوی souper گرفته شده‌است که برای این وعده غذایی به همین نام به کار می‌رود که مرتبط با soup (سوپ) است. اما ریشه دقیق آن معلوم نیست.
تمایز بین شام و شام سبک در جوامع کشاورزی قرن بیستم ایالات متحده مشهود بوده‌است. در بسیاری از نقاط ایالات متحده و کانادا امروز "شام" و "شام سبک" مترادف در نظر گرفته می‌شود. در ساسکاچوان و خیلی از مناطقآتلانتیک کانادا، "supper" به معنی وعده غذایی اصلی روز است که معمولاً اواخر بعد از ظهر صرف می‌شود؛ در حالی که "dinner" در حدود ظهر صرف می‌شود. در برخی از مناطق مانند نیوفاندلند و لابرادور، "dinner" برای توصیف غذای ظهر و همچنین به عنوان وعده‌های غذایی ویژه از جمله "شام شکرگزاری", "شام فلیپر" یا "شام کریسمس" به کار می‌رود.
شام شب یا وعده شبانه (Supper) ممکن است برای طبقه کارگران به معنای اسنک یا میان‌وعده‌ای باشد که در آخر شب خورده می‌شود. ممکن است شام شب (Supper) وعده غذایی معمولی خانواده باشد (که در آشپزخانه یا اتاق ناهار خوری خورده می‌شود) که در این صورت متضاد "dinner" است که به معنای شام رسمی، شام مهمانی یا هر نوع وعده غذایی است که در بهترین فضای داخل یا بیرون خانه و احتمالاً با لباس شب و لباس رسمی صرف می‌شود.
در برخی مناطق استرالیا، نیوزیلند و ایرلند «وعده چای» می‌تواند چیزی باشد که به عنوان شام شب استفاده می‌شود. در بخش‌هایی از بریتانیا شام شب (supper) یک اصطلاح برای یک میان‌وعده است که بعد از شام و قبل از خواب خورده می‌شود و معمولاً متشکل از یک نوشیدنی گرم و شیری همراه با بیسکویت یا حبوبات و حتی ساندویچ است.
در انگلستان به‌طور سنتی به فست فود بیرون بر ماهی و چیپس، صرف نظر از این که چه زمانی خورده می‌شود، supper گفته می‌شود.